# Thiago Lacerda
Thiago Ribeiro Lacerda (n. 19 ianuarie 1978) este un actor brazilian.

## Viața personală
Este căsătorit cu actrița Vanessa Lóes. Cei doi au împreună trei copii: Gael, Cora și Pilar.

## Filmografie

### Televiziune
- 1997 - Malhação ... Lucas (Lula)
- 1998 - Hilda Furacão ... Aramel
- 1998 - Pecado Capital ... Vicente
- 1999 - Terra Nostra ... Matteo Batistela
- 2000 - Aquarela do Brasil  ... Mário Lopes
- 2001 - As Filhas da Mãe ... Adriano Araújo[3]
- 2002 - O Beijo do Vampiro ... Beto / Conde Rogério
- 2003 - Șapte femei  ... Giuseppe Garibaldi
- 2003 - Celebritate ... Otávio Albuquerque
- 2004 - Sob Nova Direção ... Pedro (episod: "Pau Pra Toda Obra")
- 2004 - Quem vai ficar com Mário? ... Mário
- 2005 - América ... Alex / Roberto Sinval Fontes
- 2006 - Pagini de viață .... Jorge Fragoso Martins de Andrade
- 2007 - Eterna Magia ... Conrado O'Neill
- 2009 - Viver a Vida ... Bruno Marcondes
- 2010 - S.O.S. Emergência ... Júnior (episod: "Cartas na mesa")
- 2010 - As Cariocas ... Silvinho (episod: "A Iludida de Copacabana")
- 2011 - Os Caras de Pau (episod: "Namoro: que seja de Terno enquanto dure")
- 2011 - Cordel Encantado ... Rei Teobaldo
- 2011 - A Vida da Gente ... Dr. Lúcio Pereira[4]
- 2013 - A Grande Família (episod: "O Duelo")
- 2013 - Joia Rara ... Antônio Baldo (Toni)[5]
- 2014 - O Tempo e o Vento ... Capitão Rodrigo Cambará[6]
- 2014 - Alto Astral ... Marcos Bittencourt
- 2016 - Liberdade, Liberdade ... Joaquim José da Silva Xavier (Tiradentes)
- 2016 -  A Lei do Amor ... Ciro Noronha Leitão
- 2017 - Cidade Proibida ... Arlindo Paes (episod: "Caso Laura")
- 2018 - Orgulho e Paixão ... Darcy Williamson[7]

### Film
- 2002 - A Paixão de Jacobina .... Franz[8]
- 2004 - Irmãos de Fé .... Pavel
- 2006 - Muito Gelo e Dois Dedos d'Água .... Francisco
- 2006 - Se Eu Fosse Você .... Marcos
- 2010 - Segurança Nacional .... Marcos Rocha[9]
- 2013 - O Tempo e o Vento .... Capitão Rodrigo Cambará
- 2014 - Confissões de Adolescente - O Filme